# 彼得里夫卡 (巴什坦卡區)
47°37′0″N 32°31′2″E / 47.61667°N 32.51722°E
彼得里夫卡（烏克蘭語：Петрівка）是位於烏克蘭南部的村莊，由尼古拉耶夫州巴什坦卡區的新布赫市鎮負責管轄。該村面積0.67平方公里，海拔高度90米，人口220，人口密度每平方公里441.8人。